# Osmar
Osmar ist ein männlicher Vorname.

## Herkunft
Osmar ist vermutlich eine Nebenform der angelsächsischen Namen Ansmar oder Osmær, wobei die Namenteile auf germanisch „ans“ (Gott, Göttergeschlecht der Asen) und althochdeutsch „mar“ (groß, berühmt) oder „maren“ (verkünden, rühmen) zurückgeführt werden können. Englische Missionare dieses Namens missionierten um das Jahr 800 im heutigen Norddeutschland.

## Bekannte Namensträger
- Osmar Klemm (geb. 1862), Berliner Architekt und Baumeister
- Osmar Schindler (1867–1927), deutscher Maler
- Osmar White (1909–1991), australischer Journalist, Korrespondent und Schriftsteller